# Кабакушский сельсовет
Кабакушский сельсовет — муниципальное образование в Стерлибашевском районе Башкортостана.
Административный центр — село Кабакуш.

## История
Согласно Закону о границах, статусе и административных центрах муниципальных образований в Республике Башкортостан имеет статус сельского поселения.

## Население
| 2002 | 2009 | 2010 | 2012 | 2013 | 2014 | 2015 |
| ---- | ---- | ---- | ---- | ---- | ---- | ---- |
| 712  | ↗714 | ↘670 | ↘641 | ↘625 | ↘590 | ↘566 |
| 2016 | 2017 | 2018 |      |      |      |      |
| ↗574 | ↘553 | ↘533 |      |      |      |      |

## Состав сельского поселения
| № | Населённый пункт | Тип населённого пункта       | Население |
| - | ---------------- | ---------------------------- | --------- |
| 1 | Кабакуш          | село, административный центр | ↘589      |
| 2 | Раевка           | деревня                      | ↗53       |
| 3 | Новый Мир        | деревня                      | ↘28       |